# Соколаев, Владимир Анатольевич
Соколаев Владимир Анатольевич (англ. Vladimir Sokolaev, 11 мая 1952, Сталинск — 12 сентября 2016, Новокузнецк) — российский фотограф и видеограф, занимался социальной и ландшафтной съемкой. Представитель документальной фотографии. Почетный член Союза фотохудожников России. Организатор и участник фотографического объединения «ТРИВА». Автор 14 ландшафтных фильмов.

## Биография
Родился 11 мая 1952 года в городе Сталинске (ныне Новокузнецке) Кемеровской области.

### Знакомство с фотографией
Впервые фотоаппарат попал в руки Владимира в 9 лет. Родители купили ему «Смена-6», а дядя показал как печатаются снимки.
В 1969 году в конце 10 класса приятель дал Владимиру Соколаеву Зенит-3М. Съемка длилась три недели выпускных экзаменов, результатом чего стал его первый любительский фотоальбом «Одноклассники».
После школы Владимир поступил в университет города Новосибирска изучать астрономию, но отчислился и в 1971 году был призван в ряды Советской Армии. Служил на космодроме Байконур. Получил военную специальность электрика.
В 1973, окончив службу, Владимир вернулся в Новокузнецк, женился и отправился в свадебное путешествие на Алтай. Там он устроился в службу быта, где сначала числился учеником, а через 3 месяца получил квалификацию фотографа.

### Устройство на Кузнецкий металлургический комбинат
В 1974 году Владимир вернулся в Новокузнецк и устроился в киностудию «КМК-фильм» при Кузнецком металлургическом комбинате. Свободной позиции фотографа там не оказалось, но была открыта должность электрика — приобретенная Владимиром в армии специальность.
Студия, общей площадью около 300 кв. метров, занимала половину крыла большого здания в центре города. Помещение было насыщено отечественной кино- и фотоаппаратурой, осветительными приборами, звуковой аппаратурой, десятками килограммов фотохимии, сотнями квадратных метров фотобумаги, километрами кинопленки. И всем этим богатством могли пользоваться всего несколько человек, в число которых попал и я. Сначала стал электриком, а потом и фотографом…
Владимир принимал активное участие в мероприятиях городского фотоклуба «Сибирь»: отчетных фотовыставках и конкурсах, где дважды занимал второе место.

### Освоение профессии
В 1975 году Владимир поступил на заочное отделение Ленинградского Института Киноинженеров (ЛИКИ), на специальность киноинженера. Одновременно с этим вместе со старшим коллегой Владимиром Воробьевым развивал фотографическое мастерство. Своим наставником фотографы считали Владислава Афанасьевича Запорожченко, работавшего тогда собственным корреспондентом «Комсомольской Правды» в областном центре. В 1977 году на «Киностудию-КМК» устроился третий фотограф — Александр Трофимов, хорошо разбиравшийся в фотохимии и фототехнике.
К тому времени мы обнаружили, что снимать металлургию отечественной фотоаппаратурой очень непросто: перепад яркостей раскаленного металла таков, что отечественная оптика и пленка не справляются. Глаз видит, а камера не фиксирует. А жюри фотовыставок снимки «рабочей тематики» принимало с удовольствием. Пришлось изучать возможности отечественной аппаратуры и фотопленки. <…> Тогда нам стало понятно, что может зафиксировать советская фотопленка в советском фотоаппарате, а что – не может. И оказалось, что внутри подавляющего числа заводских цехов снимать нам нечем – нет у нас в руках такой фотоаппаратуры. И заказана она быть не может – не изготавливают ее в СССР. Возникла дилемма — творческий импульс есть, а реализован быть не может… Потому что — нечем. И перед нами во весь рост встал вопрос — чем снимать?
В Новокузнецке зарубежные фотоаппараты можно было увидеть только у корреспондента ТАСС по Кузбассу. Ни в одном магазине СССР такая аппаратура не продавалась. Её выдавали в АПН и ТАСС собственным корреспондентам или привозили те советские граждане, которые работали в зарубежных странах. Они привозили фотоаппаратуру и сдавали её в комиссионные магазины, откуда аппараты раскупались советскими фотолюбителями по цене равной годовой зарплате советского инженера — 1200—1400 рублей.
Несмотря на это к 1979 году благодаря везению и усилиям фотографов в киностудии появилось три иностранных аппарата. Владимир Соколаев снимал на репортажную камеру Leica M3, а его коллеги по фотогруппе работали на Leica M4 (Воробьев) и Canon EF (Трофимов). Соколаев считал это повортным событием:
Считаю, что второе рождение фотографа в каждом из нас произошло, благодаря смене аппаратуры. И объяснялось оно просто резко возросшими техническими возможностями.
Чтобы редкая для Сибири камера не привлекала внимания, Владимир заклеивал её широким медицинским пластырем и закрашивал чёрной тушью, благодаря чему Leica становилась практически незаметной. Носил аппарат пристегнутым ремнем к запястью и прятал в холщовую «сумку-побирушку».
Для того, чтобы сделать кадр достаточно было поднять аппарат к глазу, сумка сползала на руку, раздавался щелчок, и через секунду аппарат исчезал в сумке.

### Создание фотогруппы «ТРИВА»
В 1978 году Соколаев, Воробьев и Трофимов вместе вышли из состава городского фотоклуба. О причинах этого Соколаев говорил так:
Рамки местного фотоклуба как-то резко стали тесными, вопросы, обсуждаемые на его встречах – мелкими, несерьезными. Количество фотовыставок для реализации резко возросшего потока фотографий – слишком маленьким. Да и фотография наша стала другой – более профессиональной, более внимательной к людям. Поэтому из фотоклуба мы вышли… Втроем и сразу.
	Снимали очень много, фактически каждый день: на заводе, в его цехах, на улицах города. Чтобы довести до зрителя возросшее число фотографий, начали увеличивать участие в конкурсах и фотовыставках.

Фотографы стали искать способ высылать свои снимки на международные фотоконкурсы напрямую, по адресам, указанным в зарубежных фотожурналах, достать которые было непросто. Также нужен был очень редкий почтовый бланк и официальное разрешение — с печатью и подписью вышестоящего чиновника. Высылать снимки разрешалось только от имени организации.
В 1978 году Владимир Соколаев вместе с Воробьевым и Трофимовым приняли решение организовать творческую группу «ТРИВА». Был подготовлен устав, печать и нагрудный знак. Окончательно фотогруппа «ТРИВА» была зарегистрирована в городском управлении культуры в 1980 году и стала первой в СССР зарегистрированной творческой группой фотографов.
Мы стали называть себя «ТРИВА»: «три» — трое, «ВА» — Владимиры и Александр. Мы вместе работали на ведомственной киностудии «КМК-фильм», исповедовали документальную фотографию, как способ осмысления мира.

### Принципы съемки
Фотографы серьёзно прорабатывали теорию фотографии, её репортажную основу, границы и обоснованность документального подхода к фотографированию. Они сформулировали и строго следовали нескольким принципам:
- репортажный метод съемки, создание художественного фотодокумента;
- отказ от любой постановки, минимальное влияние на событие;
- съемка штатными 50-миллиметровыми объективами, которые обеспечивают наиболее естественную для человеческого глаза перспективу;
- отказ от фотообработки;
- отказ от кадрирования — печать снимков с полного негатива, иногда даже с перфорацией.

Также авторы особым образом формировали названия снимков, указывая только: описание события, место и дату — считая, что благодаря этой точности фотографии приобретают достоверность документа.
Интересно, что эти положения, самостоятельно сформулированные фотогруппой «ТРИВА» за «железным занавесом», оказались схожи с принципами агентства «Магнум», выдвинутыми Анри Картье-Брессоном.

### Выставочная активность фотогруппы «ТРИВА»
Участники «ТРИВА» не расставались с фотокамерами и снимали не только на территории огромного режимного завода КМК, в который не было доступа другим фотографам, но везде, где оказывались: на предприятиях города, на улицах и во время массовых мероприятий.
За год официального существования творческой группы «ТРИВА» фотографы успели поучаствовать в 30 выставках и конкурсах, завоевать более десятка наград.
Чтобы их снимки видели жители города, с согласования завкома КПСС фотографами был реконструирован стенд на одной из главных улиц Новокузнецка. Из стенда с показателями завода его превратили в фотостенд «Дела и люди КМК». Все фотографии, которые высылались на выставки и конкурсы, обязательно выставлялись там. Стенд привлек внимание журнала «Советское фото» — единственного печатного органа советской фотографии — и в Новокузнецк приехал журналист. В феврале 1981 года вышла статья о фотогруппе «ТРИВА» — «Трудный металл».

В конце 1980 года фотографы решились отправить снимки в Амстердам на конкурс World Press Photo. Бандероли с фотографиями были возвращены международным почтамтом на адрес областного комитета партии. Начались проверки группы партийными органами. Под угрозой обысков фотографы развозили архив по домам друзей, а около 700 отпечатков было уничтожено. В феврале 1981 года по настоятельной рекомендации Кемеровского обкома КПСС регистрация фотогруппы «ТРИВА» была аннулирована «за распространение идеологически вредных фотографий». По итогам проверок администрации завода было рекомендовано заменить творческий состав кинофотолаборатории «КМК-фильм». К 1982 году все участники «ТРИВА» были уволены с киностудии КМК.

### После увольнения
В конце 1982 года Владимир Соколаев вслед за другом Воробьевым устроился в геологическое управление на должность кинооператора. Там они организовали маленькую ведомственную студию из двух человек, а параллельно продолжали активно заниматься фотографией.
Следующие 5 лет были временем «работы в стол». Работа у геологов давала возможность ездить по разным городкам и геологическим партиям, но фотографии оттуда показывать было негде. Все участники фотогруппы получили в городе статус диссидентов и участие в каких-либо выставках стало для них невозможным.
В эти годы Владимир познакомился с наиболее активными фотографами «новой волны», работавшими в Москве: Слюсаревым, Савельевым, Рыбчинским и др. В Ленинграде он познакомился с некоторыми фотографами фотоклуба «Зеркало».
Польза от встреч была в том, что в нас исчезало чувство одинокого, а потому безнадежного противостояния «системе» и ее идеологии. Мы видели фотоработы, подобные нашим, встречались с их авторами, Одним словом, мы ощущали поддержку со стороны заинтересованных фотографией зрителей, и это давало нам силы на продолжение съемки.

### В период перестройки
В 1987 году Владимир Соколаев устроился руководителем фотокружка в детском доме № 5 города Новокузнецка. К тому моменту страна изменилась, люди жаждали перемен, новых тем и выставок. Через полгода работы была открыта выставка «Дети в Доме», посвященная ранее закрытой теме — детским домам и их обитателям. Экспозиция объединяла в себе фотографии Владимира Соколаева и графику новокузнецкого художника Александра Гаврилова. Эта выставка стала первой авторской экспозицией Соколаева.
Год спустя Владимир выступил участником и одним из организаторов групповой выставки художников и фотографов «Экология», посвященной катастрофическому состоянию городской среды Новокузнецка. Выставка имела успех и от Всероссийского общества охраны природы поступило предложение привезти экспозицию в Москву.
Оганизаторы лично доработали проект и в августе 1989 года выставка живописи, графики, скульптуры и фотографии «Регион» открылась в здании храма Максима Блаженного на Варварке, в выставочном зале Всероссийского общества охраны природы. Среди её участников были все три члена фотогруппы «ТРИВА» — Владимир Воробьев, Владимир Соколаев и Александр Трофимов.

### Новое направления деятельности
С 1990 года Владимир Соколаев увлекся философией, сменил фотоаппарат на видеокамеру и занялся ландшафтной видеосъемкой. 
Следующие 26 лет Владимир каждый год организовывал и проводил фото- и видеоэкспедиции по территории Центральной Сибири — Горному Алтаю, Хакасии, Туве.
В 1995 году Владимир начал выпуск документальных ландшафтных фильмов. Первый из них назывался «Гора» и представлял вниманию зрителей красоту ландшафтов Горного Алтая, центром которого является главная вершина Сибири — Белуха. Всего Владимир Соколаев выпустил четырнадцать документальных фильмов.

В 2008 году Владимир дебютировал как куратор и ландшафтный фотограф, организовав свою первую выставку пейзажной фотографии «Вечные Миры». После этого он открывал ландшафтные выставки ещё не менее 8 раз.
С 2013 года активно занимался творческим наследием фотогруппы «ТРИВА»: ведением архива и организацией выставок. При большой поддержке куратора Евгения Иванова был подготовлен проект документальной фотографии «ТРИВА — фотоманифест пролетариата». Позднее проект принял участие в конкурсе «Инновация-2013».
Последней лично открытой Владимиром выставкой стала экспозиция «Новокузнецкая школа фотографии» открытая в Мультимедиа Арт Музее Москва в марте 2016 года.
Владимир Соколаев ушёл из жизни после продолжительной болезни ранним утром 12 сентября 2016 года в своей мастерской в Новокузнецке.

## Выставочная деятельность и проекты
Участник более чем 80 зарубежных, международных и всероссийских выставок и конкурсов. Был отмечен 12-ю дипломами, 16-ю премиями, 5-ю призами и 2-мя медалями. Персональные фотовыставки открывал более 20 раз.

### Авторские проекты
1975
- 2-я премия на фотовыставке «Новокузнецк и новокузнечане-75». Городской фотоклуб. Новокузнецк
- 2-я премия на фотовыставке «Новокузнецк и новокузнечане-76». Городской фотоклуб. Новокузнецк
- Диплом 3-й межклубной выставки «Мир, труд, молодость». Рязань

1977
- Награждён призом на фотовыставке «Человек и природа-77». Москва
- Участник выставки «Интерпрессфото-77». Москва
- Дипломант фотовыставки «Кузбасс — 60 октябрьских лет»
- Дипломант всесоюзной фотовыставки «Слава Октябрю»
- Лауреат выставки «Фотолюбители России — Октябрю»

1978
- Участник выставки «Fotografia-academika-78». ЧССР
- Участник выставки «День рабочего-праздник труда». Венгрия
- 1-я премия на выставке «Портрет социалистического человека-78». ЧССР

1979
- Участвовал в девяти зарубежных и двух союзных фотовыставках, в том числе:
  - «Человек и металл». Днепропетровск.
  - «Красногорск-79». Красногорск
  - «Жена-79». Страконице, ЧССР
  - «Bifota-79». Ружомберок, ЧССР

1980
- Принял участие в трех союзных и тридцати зарубежных фотовыставках, в том числе:
  - «Интерфотоклуб-80». Всетин, ЧССР
  - «Фотография-академика-80». Пардубице, ЧССР

1983
- Фотоальбом «Январь—Июль» — по материалам фотосъемки в Ленинграде в 1983 году
- Фотоальбом «Соседи» фотоальбом о земляках-новокузнечанах

1984—1985
- Фотоальбом «Жатва» (1984)
- Фотоальбом «Я-Ты-Мы-Они» (1985)
- Первый тематический альбом «Цыгане-скотогоны» по результатам двух выездов-съемок на Алтае в 1980 и 1985 годах

1986
- Фотоальбом «Светлана»

1987
- Начало трехлетней работы над темой «Храм Архангела Михаила», которая была закончена в 1989 году.
- Первая авторская экспозиция «Дети в Доме» — портрет обитателей детского дома № 5 «Дружные ребята» совместно с работами новокузнецкого графика Александра Гаврилова. Новокузнецк и Кемерово.
- Фотоальбом «Дети в Доме» руководителем обкома КПСС был рекомендован к изданию, но не был издан.

1988
- Персональная выставка «Дом Ребенка». Новокузнецк и Пермь
- Проект «Экология» о катастрофическом состоянии окружающей среды в Новокузнецке объединил в стенах одного выставочного зала работы новокузнецких графиков, живописцев, скульпторов и фотографов.

1989
- Проект «Регион» экспонируется в выставочном зале Всероссийского общества охраны природы. Москва
- Выставка «Дом 2» — фоторассказ о Новокузнецком Доме ребёнка для детей с отклонениями в психическом развитии. Новокузнецк

1990
- Выставка «Женщины и дети» в Томске
- Персональная выставка «Храм» — фотозарисовки из жизни новокузнецкого православного храма. Новокузнецк и Омск

1991
- Авторская подборка «Сорок фотографий из России». Сиетл, США
- Стал одним из участников выставки советского фотоандеграунда «Меняющаяся реальность» («Changing Reality») в галерее искусств Коркоран в Вашингтоне, США

С 1995 года занялся выпуском ландшафтных фильмов.
1995
- Один из трех авторов отчетной фотовыставки в Новокузнецком художественном музее.

1999
- Получил приз кинофестиваля «Москва златоглавая» за видеофильм «Алтын-Кёль — Золотое озеро»

2000
- Весенняя выставка IFA. Москва

2002
- Видеофильм «Беловодье» получил специальный диплом V кинофестиваля «Вертикаль» за операторскую работу[10].

2004
- Один из трех авторов отчетной фотовыставки в Новокузнецком художественном музее.

2006
- Видеофильм «Мустаг» стал лауреатом X кинофестиваля «Спасти и сохранить». Ханты-Мансийск.

2008—2009
- «Вечные Миры» — выставка пейзажной фотографии. Дебют Владимира Соколаева как куратора и ландшафтного фотографа. До 2011-й год организовал для сибирских зрителей Новосибирска и Новокузнецка 4 фотовыставки проекта «Вечные Миры»[7].
- Организация персональной фотовыставки «10 пейзажей Сибири». Галерея «Фотоленд». Новосибирск

2010
- «Город, Место, Судьбы…»[11] — первая выставка проекта, сочетающего в себе социальную и ландшафтную фотографии. Новокузнецкий художественный музей
- Участие в фотовыставке «Австрия глазами иностранцев». Вена. Австрия

2011
- «Красное—Желтое» — вторая выставка проекта, сочетающего в себе социальную и ландшафтную фотографии. Новосибирский городской центр изобразительных искусств.

2012
- Принял участие в международном проекте Загребского павильона искусств «Фотографии из России и Украины». Загреб
- Стал создателем, организатором и куратором итоговой фотовыставки члена фотогруппы «ТРИВА» Владимира Воробьева «Пункт Вселенной», открывшейся в годовщину ухода автора. Новокузнецкий художественный музей.

2013
- Выставки проекта документальной фотографии «ТРИВА — фотоманифест пролетариата». При поддержке Сибирского Центра современного искусства и Новосибирского отделения Союза фотохудожников России.
  - Май 2013 — Томский художественный музей
  - Сентябрь 2013 — Красноярской биеналле
  - Ноябрь 2013 — Санкт-Петербургский музей современного искусства «Эрарта»
  - Февраль 2014 — Новосибирский зал СЦСИ
  - Май-июнь 2014 — Кемеровский художественный музей
- Участие в выставке «Сибирь глазами русских фотографов» — фотопроекта, организованного журналом National Geographic и Союзом фотохудожников России. Katzen Arts Center Американского университета в Вашингтоне. США[12]

2014
- Авторский мультимедиапроект «ТРИВА — фотоманифест пролетариата» стал номинантом премии ГЦСИ «ИННОВАЦИЯ 2013» в номинации «Региональный проект современного искусства»[13].
- Коллекция «100 фото ТРИВА» стала основой экспозиции международного симпозиума «Open board» в Амстердаме, Нидерланды

2015
- Подготовил работы Владимира Воробьева к его первой персональной фотовыставке «Подлинные фотографии. Новокузнецк, 1970—1990». РОСФОТО. Санкт-Петербург[14].

2016
- Проект «Новокузнецкая школа фотографии», в рамках московского «Фотобиеналле 2016». Выставлялись работы фотогруппы «ТРИВА». Москва[8], Екатеринбург[15].
- Дебют пейзажного фотопроекта «СВИДЕТЕЛЬСТВА» (Русское географическое общество)[16].

### Организованные наследниками
2016
- Персональная выставка «Владимир Соколаев: репортер повседневности» в Музее искусств в Ла-Шо-де-Фоне. Швейцария (фр. «Vladimir Sokolaev reporter de l’ordinaire» Musée des beaux-arts de La Chaux-de-Fonds[17]).

2017
- «Пунктиры Вселенной» — выставка на год памяти Владимира Соколаева. Включала в себя более его 100 работ — ландшафтную и социальную фотографию. Новокузнецкий художественный музей[18].

2022
- Выставка памяти Владимира Соколаева. Галерея Классической фотографии. Москва

## Творческие произведения

### Винтажные фотоальбомы
— все существуют в ручном исполнении, в единственном экземпляре.
1. «FOTOFABER» (1980)
2. «Январь-Июнь» (1982)
3. «Соседи» (1983)
4. «Жатва» (1984)
5. «Я-Ты-Мы-Они» (1985)
6. «Светлана» (1985)
7. «Дети в доме» (1987)
8. «Храм» (1987)
9. «Цыгане» (1987)
10. «Регион» (2010)

### Современные фотоальбомы и каталоги
1. Авторский фотоальбом «Случайные встречи» — ограниченный тираж издательство «ТРИМЕДИА». Москва. 2013
2. Каталог «Новокузнецк. Фотогруппа ТРИВА». Новосибирск, Москва. 2013

### Видеофильмы
1. «Гора» (1995)
2. «Возвращение Давида» (1997)
3. «На Земле как на Небе» (1997)
4. «Беловодье» (1998) — специальный диплом V кинофестиваля «Вертикаль»
5. «Алтын-Кель — Золотое озеро» (2002) — приз кинофестиваля «Москва златоглавая»
6. «Река-Гора-Озёра» (2002)
7. «Поднебесные Зубья» (2002)
8. «Японский сад в Москве. Осень» (2002)
9. «Алтын-Ту — Золотая гора» (2003)
10. «Улаганское Плато» (2003)
11. «Прикосновение к России» (2004)
12. «Мустаг» (2005) — стал лауреатом X кинофестиваля «Спасти и сохранить»
13. «Сезоны Сада» (2006)
14. «Долина Царей» (2006)

Фотографии находятся в коллекциях Новокузнецкого художественного музея (НХМ), в Союзе фотохудожников России (СФР), в фонде Гладкова и Рыбчинского «Музей фотографических коллекций», переданном в музей «Московский Дом фотографии», в Государственном музейно-выставочном комплексе РОСФОТО (СПб).